# Cezar Lungu
Cezar Andrei Lungu (n. 6 aprilie 1988, Târgoviște, Dâmbovița, România) este un fotbalist român retras din activitate, care a jucat pe post de portar la echipe ca Steaua II, Dunărea Călărași și Astra Giurgiu. Pe plan internațional, are prezențe la națională pentru România Sub-21.